# Charkiw
Charkiw (ukr. Харків Charkiw, ros. Харьков Char´kow) – rzeka w Rosji i na Ukrainie, lewy dopływ rzeki Łopań, przepływa przez Charków.
Długość rzeki wynosi 71 km, a powierzchnia dorzecza – 1160 km².